# Battaglia di Ponza (1300)
La battaglia navale di Ponza ebbe luogo il 14 giugno 1300 nei pressi delle isole di Ponza e Zannone, nel Golfo di Gaeta (a nord-ovest di Napoli), quando una flotta di galee comandata da Ruggiero di Lauria sconfisse una flotta di galee siciliane comandata da Corrado d'Oria.

## Storia
40 galee angioine al comando di Ruggiero di Lauria erano ancorate nel porto di Napoli. Il 14 giugno 32 galee siciliane, comandate da Corrado d'Oria, raggiunsero Napoli e sfidarono gli angioini a battaglia. In un primo momento Lauria rifiutò di lasciare il porto, probabilmente per scarsa fiducia nei confronti dei suoi equipaggi francesi, e d'Oria devastò alcune isole al largo di Napoli. Il temporaneo allontanamento di d'Oria permise l'arrivo di 12 galee pugliesi da sud e di 7 galee genovesi da nord, che si unirono alla flotta di Lauria, ora composta da 59 galee. A quel punto Lauria salpò e raggiunse i Siciliani a ovest dell'isola di Zannone. D'Oria respinse i suggerimenti dei suoi subalterni, che lo invitavano a ritirarsi, e tentò un rapido attacco alla galea ammiraglia di Lauria e alle galee portabandiera. La sua galea affiancò quella di Lauria e le inflisse gravi perdite ma non riuscì ad abbordarla. Una galea siciliana si ritirò dopo aver catturato una delle galee di Lauria, subito seguita da altre sei. In grave inferiorità numerica, la flotta di d'Oria fu rapidamente sconfitta. Tra le 18 e le 29 galee siciliane furono catturate. La galea di d'Oria fu l'ultima ad arrendersi (quando Lauria minacciò di bruciarla).

## Navi coinvolte

### Aragonesi e Angioine
- 40 galee angioine (Regicolae)
- 12 galere pugliesi
- 7 galee genovesi (Grimaldi)

### Siciliane
- 32 galee - circa 26 catturate